# Arden of Faversham
Arden of Faversham (também chamada de Arden of Feversham) é uma peça do teatro isabelino. Descreve o assassinato de um tal Thomas Arden, morto pela esposa e pelo amante dela, e a descoberta do crime e suas punições consecutivas. O autor é desconhecido; alguns, no entanto, referem-se ao nome de William Shakespeare.